# Johannes-Nepomuk-Statue am Kirchenplatz Oberlaa

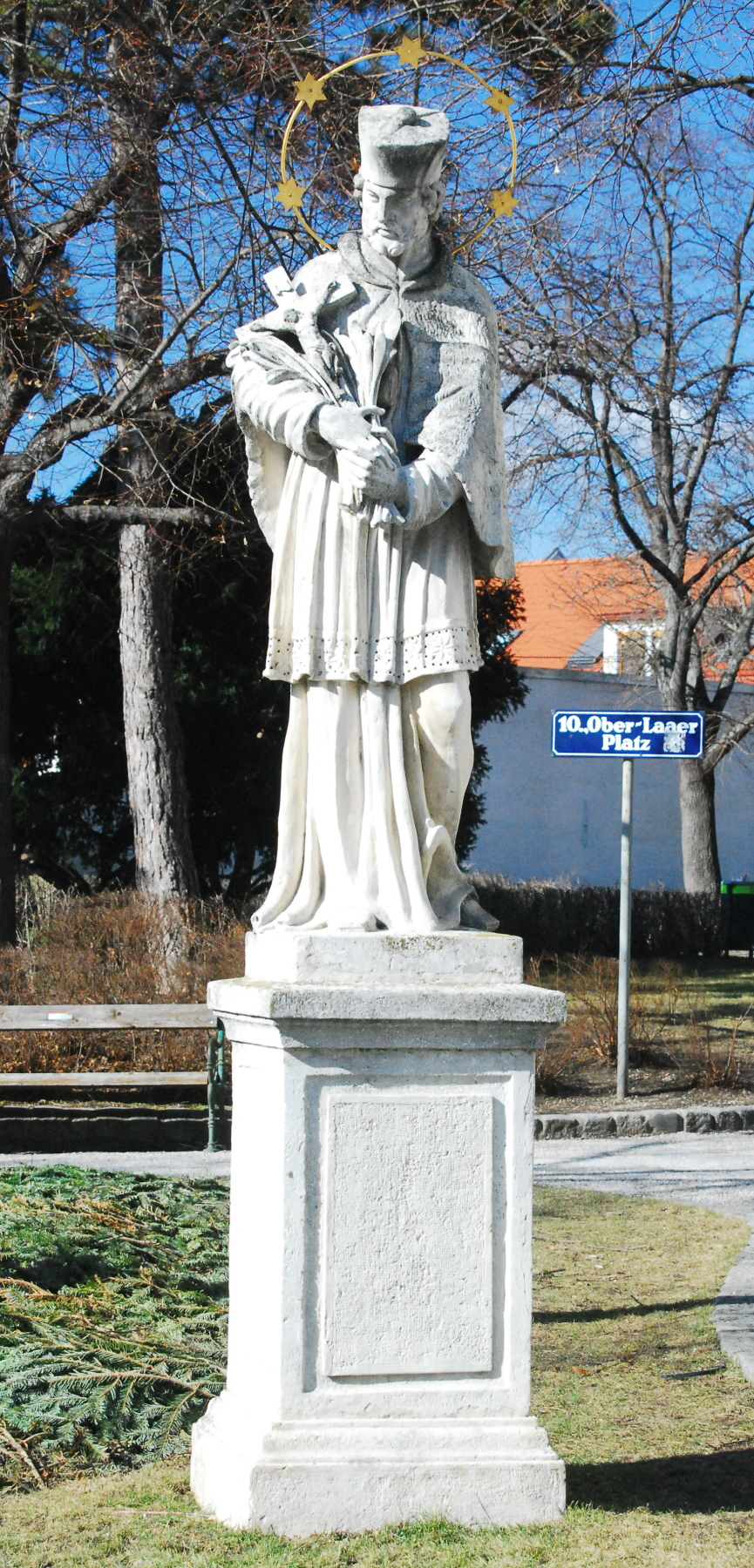
Johannes-Nepomuk-Statue vor der Pfarrkirche

Die Johannes-Nepomuk-Statue ist eine barocke Heiligenstatue auf dem Oberlaaer Platz 9, vor der Pfarrkirche Oberlaa „Zum heilige Aegidius“, im 10. Wiener Gemeindebezirk Favoriten, Bezirksteil Oberlaa. Das Objekt ist im digitalen Kulturgüterverzeichnis der Stadt Wien eingetragen (Listeneintrag).

## Baugeschichte
Die Statue des Heiligen Johannes Nepomuk von 1754 ist mit einem Kruzifix und der Märtyrerpalme dargestellt, auf dem Haupt trägt er das Birett mit dem Sternenkranz. Sie steht auf einem vierseitigen Steinsockel.
Dieses sakrale Kleinbauwerk stand ursprünglich links vor der Kirche auf dem Kirchenvorplatz. Als 1924 das Kriegerdenkmal erbaut wurde, hat man sie an die Vorderfront der Kirche umgesetzt und 1939 anlässlich der Kirchenrenovierung an die Rückfront. An der ersten Stelle der Statue befindet sich seit 1965 ein Missionskreuz mit der Aufschrift „Ave crux, spes unica!“. Im Jahre 1978 wurde die Statue renoviert und wieder an die Vorderfront der Kirche versetzt.

## Hintergrund
Der böhmische König Wenzel IV. ließ den Priester Johannes Nepomuk am 20. März 1393 von der Prager Karlsbrücke in die Moldau stürzen und ertränken. Der hl. Nepomuk gilt deshalb als „Brückenheiliger“. Der Legende nach soll er sich geweigert haben, das Beichtgeheimnis zu brechen: Er habe dem König nicht verraten wollen, was dessen Frau ihm gebeichtet hatte. Der wirkliche Grund seiner Hinrichtung war jedoch ein politischer Konflikt seines Bischofs mit dem König. 1729 wurde Johannes Nepomuk heiliggesprochen. In der Zeit des Barock entstand besonders in den Ländern der Habsburgermonarchie ein intensiver Nepomukkult. Skulpturen des heiligen Nepomuk sind dort neben Kreuzen und Mariendarstellungen die am häufigsten außerhalb von Kirchen anzutreffenden christlichen Steinfiguren und stehen sehr häufig auf oder neben Brücken.